# أرني تيسيليوس

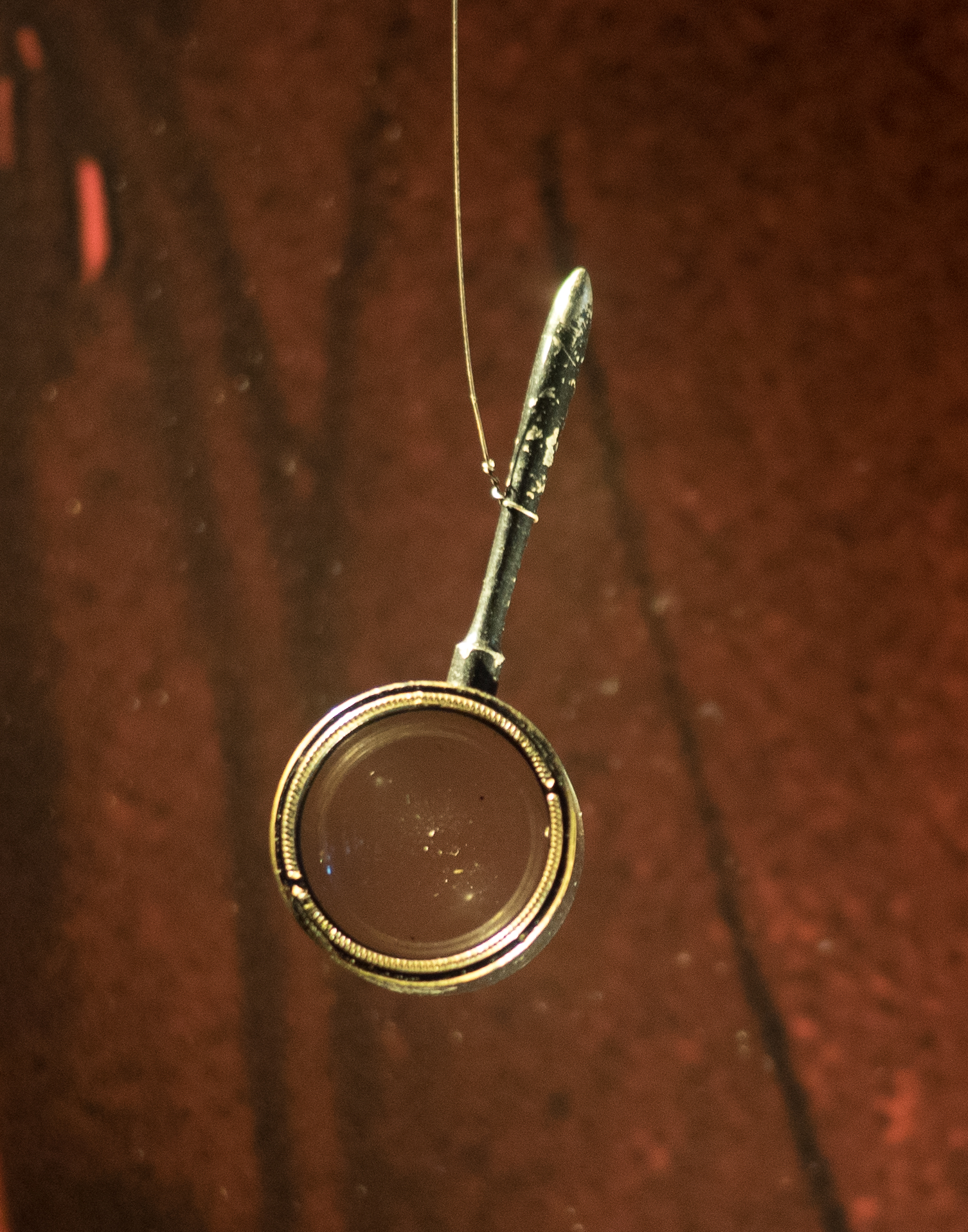
عدسة أرني المكبرة معروضة في متحف جائزة نوبل

أرني تيسيليوس (Arne Wilhelm Kaurin Tiselius) ولد في ستكهولم في 10 أغسطس 1902 وتوفي أوبسالا في 29 أكتوبر 1971 هو عالم كيمياء حيوية سويدي. عند وفاة والده انتقل إلى غوتنبرغ للدراسة واختص في الكيمياء في جامعة أوبسالا. أصبح مساعدا في مختبر تيودور سيفدبرغ سنة 1925 وتحصل على دكتوراه سنة 1930 وكان موضوعها عن عزل البروتينات. درس في جامعة أوبسالا من 1938 إلى 1968 وتحصل سنة 1948 على جائزة نوبل في الكيمياء على الادمصاص والاكترفاز.

## روابط خارجية
- أرني تيسيليوس على موقع الموسوعة البريطانية (الإنجليزية)
- أرني تيسيليوس على موقع مونزينجر (الألمانية)
- أرني تيسيليوس على موقع إن إن دي بي (الإنجليزية)